# Фолктроника
Фолктроника (англ. Folktronica) ― музыкальный жанр, включающий различные элементы народной музыки и электроники, часто с использованием акустических инструментов, особенно струнных. Включает хип-хоп, электронные или танцевальные ритмы, хотя варьируется в зависимости от влияния и выбора звуков. Издание The Ashgate Research Companion to Popular Musicology описывает фолктронику как универсальный [термин] для всех видов артистов, которые объединили механические танцевальные ритмы с элементами акустического рока или фолка.
До развития фолктроники турбо-фолк, появившийся в Югославии в 1980-х годах, смешивал местную народную музыку с электронными жанрами, такими как хип-хоп и евродэнс. Альбом 1991 года Every Man and Woman is a Star группы Ultramarine считается прародителем жанра. Он отличался пасторальным звучанием и включал традиционные инструменты, такие как скрипка и губная гармоника, с элементами техно и хауса. В начале 2000-х годов средства массовой информации и пресса включили таких артистов, как Four Tet, Isan и Gravenhurst в жанр фолктроники. Согласно энциклопедии современной музыки Sunday Times Culture, основными альбомами жанра являются Pause, Mother’s Daughter and Other Songs и The Milk of Human Kindness. Девятый студийный альбом американской певицы Мадонны American Life (2003) находился под сильным влиянием жанра и дебютировал на первом месте в Billboard 200. В 2010-х годах такие исполнители фолктроники, как alt-J и Bon Iver, вышли в мейнстрим.